# Pampus (Stromateidae)
Pampus là một chi cá biển trong họ cá chim bạc Stromateidae. Loài có lẽ là nổi tiếng trong chi này là cá chim bạc (Pampus argenteus) là một nguồn thực phẩm khá phổ biến.

## Các loài
- Pampus argenteus Euphrasén, 1788 (Silver pomfret)
- Pampus chinensis Euphrasén, 1788 (Chinese silver pomfret)
- Pampus echinogaster Basilewsky, 1855
- Pampus liuorum J. Liu & C. S. Li, 2013 (Liu's pomfret) [1]
- Pampus minor J. Liu & C. S. Li, 1998 (Southern lesser pomfret)
- Pampus punctatissimus Temminck & Schlegel, 1845